# Elisabeth van der Burg-Leusveld
Elisabeth Lucretia van der Burg-Leusveld (Leiden, 25 maart 1864 – Amsterdam, 16 januari 1973) was vanaf 19 juli 1971 de oudste inwoner van Nederland, na het overlijden van Elisabeth Weddige-Tedsen. Zij heeft deze titel 1 jaar en 181 dagen gedragen.
Van der Burg-Leusveld overleed op de leeftijd van 108 jaar en 297 dagen. Haar opvolger was Johanna Leeuwenburg-Hordijk.